# Hipólita Jacinta Teixeira de Melo
Hipólita Jacinta Teixeira de Melo   (Prados, 1748 - Prados, 27 d'abril de 1828) va ser una rica terratinent de la comarca de Rio das Mortes, a la capitania de Minas Gerais, en l'època del Brasil colonial. Es va destacar per la seva implicació l'any 1789 en el moviment separatista conegut com Inconfidência Mineira.

## Biografia
Filla de portuguesos, era filla del capità major Pedro Teixeira de Melo i de Clara Maria de Melo. El seu germà, Gonçalo Teixeira de Carvalho, ocupava el lloc de capità major en la vila de São José del-Rei (actual municipi de Tiradentes). El 15 de setembre de 1748 va ser batejada en l'església matriu de Nostra Senyora de la Concepció, a Ponta do Morro, amb el nom Theodozia, que posteriorment seria rectificat per Hipólita. Va residir en la Hisenda Ponta do Morro, entre la vila de São José i l'assentament de Prados. Era descrita com una dona de tracte refinat i vasta cultura. La seva residència es destacava pel luxe, amb peces de porcellana xinesa, catifes importades i un gran nombre de servents.
Va estar casada amb el "coronel" Francisco Antônio de Oliveira Lopes. No van tenir fills biològics, però van adoptar i educar dos nens: Antônio Francisco Teixeira Coelho, (nebot de la poeta Bárbara Heliodora), i Francisco da Anunciação Teixeira Coelho, qui d'adult seria diputat a l'Assemblea Provincial i religiós. A més d'això, va apadrinar diversos nens de famílies humils de la regió i, d'acord amb el seu testament, va deixar una gran quantitat d'or per als pobres de la parròquia de Prados.

## Inconfidência Minera

### Participació
Un dels motius que va dur Hipólita Jacinta a involucrar-se en la Inconfidência Minera va ser la situació de les dones en les mineries. Quadres com els de Johann Moritz Rugendas, mostren dones realitzant treballs pesats en les mines, com el transport de càrregues d'or per a rentar.
Hipólita va ser autora d'una carta avisant que Joaquim Silvério dos Reis era un traidor (resultaria ser el principal delator del moviment). També va escampar la notícia de la detenció de Joaquim José da Silva Xavier (el cap dels revolucionaris) a Rio de Janeiro. Al percebre que el moviment fracassava abans de poder-lo executar, va contactar amb el coronel Francisco de Paula Freire de Andrade (el militar de major rang entre els colpistes), demanant-li que iniciés un contraatac.
La seva hisenda de Ponta do Morro va ser lloc de reunions dels conjurats, i Hipólita va finançar algunes de les iniciatives del grup.

### Confessió i conseqüències
A causa de la seva participació en la Inconfidência, Hipólita va ser castigada pel governador Vescomte de Barbacena a la confiscació total del seu patrimoni. El seu marit va ser detingut i sentenciat a bandejament en la colònia portuguesa de Moçambic. Per a minimitzar els efectes de la confiscació, Hipólita va intentar ometre l'existència d'alguns béns, subornant l'auditor públic Luís Ferreira amb la donació de tres vaques. A més d'això, va encarregar una figura d'un manat de plàtans en or massís i va demanar al seu germà que s'ho oferís a Maria I de Portugal, cercant el perdó reial. La peça no va arribar mai a mans de la monarca, i probablement va ser interceptada pel governador de la Capitania de Minas Gerais, el Vescomte de Barbacena.
Després d'un llarg i difícil procés judicial, Hipólita va aconseguir, l'any 1808, recuperar bona part dels seus béns.

## Defunció
Hipólita va morir el 27 d'abril de 1828, víctima d'icterícia, i va ser sepultada en la capella gran de l'Església Matriu de Prados.

## Homenatges
El 21 d'abril de 1999, va ser condecorada pòstumament pel llavors governador de Minas Gerais, Itamar Franco, amb la Medalla de la Inconfidência. El 2023, va erigir-se una làpida en memòria seva al Panteó de la Inconfidència, un cenotafi a Ouro Preto que recorda els personatges que van participar de l'intent de revolta.
En virtut de la Llei Federal núm.15.086 de 2025, Hipólita Teixiera de Melo va entrar a formar part del Llibre dels Herois i Heroïnes de la Pàtria, un memorial situat a Brasília on es recorda la figura de personalitats que van servir al Brasil en la seva defensa i construcció amb excepcional dedicació i heroisme.